# Fredrik Sandberg (riksgäldsdirektör)
Fredrik Emanuel Sandberg, född 3 juli 1884 i Enköping, död 3 juni 1970 i Stockholm, var en svensk ämbetsman.
Fredrik Sandberg, som var son till en stationsskrivare, avlade studentexamen i Västerås 1903 och anställdes därefter vid Postverket, där han blev extra ordinarie postexpeditör 1904. Sandberg studerade senare vid Uppsala universitet, där han avlade filosofie kandidatexamen 1917. Han blev sekreterare vid Generalpoststyrelsen 1924, postdirektör i övre norra distriktet i Boden 1930 samt byråchef vid Generalpoststyrelsen (Postsparbanken och postgirot) 1933. Sandberg var riksgäldsdirektör och chef för Riksgäldskontoret 1935–1950. Han blev riddare av Vasaorden 1924 samt kommendör av andra klassen av Nordstjärneorden 1938 och kommendör av första klassen 1950.